# Jerzy i tajny klucz do Wszechświata
Jerzy i tajny klucz do Wszechświata – popularnonaukowa książka dla dzieci napisana przez Stephena Hawkinga oraz Lucy Hawking.
Opisując przygody Jerzego, Eryka, Anny, dr. Kosiarza (vel. Kosa), świnki Freda oraz komputera „Kosmos” autorzy przybliżają młodym czytelnikom tajemnice wszechświata począwszy od atomów, poprzez planety i ich księżyce, gwiazdy, galaktyki, aż do czarnych dziur.
W Polsce została wydana przez Naszą Księgarnię w 2008, w tłumaczeniu Piotra Amsterdamskiego (ISBN: 978-83-10-11403-7).
Jej kontynuacją jest Jerzy i poszukiwanie kosmicznego skarbu.